# Гімнастика на літніх Олімпійських іграх 1968
Змагання з гімнастики на літніх Олімпійських іграх 1968 в Мюнхені тривали з 21 до 26 жовтня в Національній авдиторії. Розіграно 14 комплектів нагород у спортивній гімнастиці (8 серед чоловіків і 6 серед жінок).

## Підсумки

### Чоловіки
| Дисципліни         | Золото                                                                                     | Срібло | Бронза                                                                                   |
| ------------------ | ------------------------------------------------------------------------------------------ | --- | ---------------------------------------------------------------------------------------- |
| Абсолютна першість | Савао Като (JPN)                                                                           | Михайло Воронін (URS)                                                                                        | Акінорі Накаяма (JPN)                                                                    |
| Командна першість  | Японія (JPN) Юкіо Ендо Савао Като Такеші Като Ейдзо Кеммоцу Акінорі Накаяма Міцуо Цукахара | СРСР (URS) Сергій Діомідов Валерій Ільїних Валерій Карасьов Віктор Клименко Віктор Лисицький Михайло Воронін | НДР (GDR) Ґюнтер Баєр Маттіас Бреме Ґергард Дітріх Зіґфрід Фюлле Клаус Кесте Петер Вебер |
| Вільні вправи      | Савао Като (JPN)                                                                           | Акінорі Накаяма (JPN)                                                                                        | Такеші Като (JPN)                                                                        |
| Перекладина        | Михайло Воронін (URS)                                                                      | не нагороджували                                                                                             | Ейдзо Кеммоцу (JPN)                                                                      |
| Перекладина        | Акінорі Накаяма (JPN)                                                                      | не нагороджували                                                                                             | Ейдзо Кеммоцу (JPN)                                                                      |
| Паралельні бруси   | Акінорі Накаяма (JPN)                                                                      | Михайло Воронін (URS)                                                                                        | Віктор Клименко (URS)                                                                    |
| Кінь               | Мирослав Церар (YUG)                                                                       | Оллі Лайго (FIN)                                                                                             | Михайло Воронін (URS)                                                                    |
| Кільця             | Акінорі Накаяма (JPN)                                                                      | Михайло Воронін (URS)                                                                                        | Савао Като (JPN)                                                                         |
| Опорний стрибок    | Михайло Воронін (URS)                                                                      | Юкіо Ендо (JPN)                                                                                              | Сергій Діомідов (URS)                                                                    |

### Жінки
| Дисципліни         | Золото                                                                                                   | Срібло | Бронза                                                                                        |
| ------------------ | --- | --- | --------------------------------------------------------------------------------------------- |
| Абсолютна першість | Віра Чаславська (TCH)                                                                                    | Зінаїда Вороніна (URS) | Наталія Кучинська (URS)                                                                       |
| Командна першість  | СРСР (URS) Любов Бурда Ольга Карасьова Наталія Кучинська Лариса Петрик Людмила Турищева Зінаїда Вороніна | Чехословаччина (TCH) Віра Чаславська Маріанна Крайчирова Яна Кубічкова Гана Лішкова Богуміла Ржимначова Мірослава Скленічкова | НДР (GDR) Марітта Бауершмідт Карін Янц Маріанне Ноак Маґдалена Шмідт Уте Штарке Еріка Цухольд |
| Колода             | Наталія Кучинська (URS)                                                                                  | Віра Чаславська (TCH) | Лариса Петрик (URS)                                                                           |
| Вільні вправи      | Лариса Петрик (URS)                                                                                      | не нагороджували | Наталія Кучинська (URS)                                                                       |
| Вільні вправи      | Віра Чаславська (TCH)                                                                                    | не нагороджували | Наталія Кучинська (URS)                                                                       |
| Різновисокі бруси  | Віра Чаславська (TCH)                                                                                    | Карін Янц (GDR) | Зінаїда Вороніна (URS)                                                                        |
| Опорний стрибок    | Віра Чаславська (TCH)                                                                                    | Еріка Цухольд (GDR) | Зінаїда Вороніна (URS)                                                                        |

## Таблиця медалей
| Місце               | Країна               | Золото | Срібло | Бронза | Загалом |
| ------------------- | -------------------- | ------ | ------ | ------ | ------- |
| 1                   | Японія (JPN)         | 6      | 2      | 4      | 12      |
| 2                   | СРСР (URS)           | 5      | 5      | 8      | 18      |
| 3                   | Чехословаччина (TCH) | 4      | 2      | 0      | 6       |
| 4                   | Югославія (YUG)      | 1      | 0      | 0      | 1       |
| 5                   | НДР (GDR)            | 0      | 2      | 2      | 4       |
| 6                   | Фінляндія (FIN)      | 0      | 1      | 0      | 1       |
| Загалом (6 збірних) | Загалом (6 збірних)  | 16     | 12     | 14     | 42      |

## Суперечність
Золота медаль Лариси Петрик у вільних вправах була дуже суперечливою, позаяк початково одноосібну перемогу здобула Чаславська. Попередні оцінки Петрик було змінено заднім числом, що дозволило їй поділити перше місце з Чаславською. Через це Чаславська поблічно висловила протест радянській стороні, яка незадовго перед тим вдерлася в її країну. Схожа суперечність виникла в змаганнях на колоді, де Чаславську теж позбавили золотої медалі.